# Erythrina burana
Erythrina burana é uma espécie vegetal da família Fabaceae.
Apenas pode ser encontrada no seguinte país: Etiópia.